# Иран на летних Олимпийских играх 2000
Иран принимал участие в Летних Олимпийских играх 2000 года в Сиднее (Австралия) в тринадцатый раз за свою историю. На соревнованиях иранские спортсмены завоевали три золотых и одну бронзовую медали.

## Медалисты
| Медаль | Спортсмен       | Вид спорта       | Дисциплина                        |
| ------ | --------------- | ---------------- | --------------------------------- |
| Золото | Алиреза Дабир   | Борьба           | Мужчины, вольная борьба, до 58 кг |
| Золото | Хусейн Таваколи | Тяжёлая атлетика | Мужчины, до 105 кг                |
| Золото | Хусейн Резазаде | Тяжёлая атлетика | Мужчины, свыше 105 кг             |
| Бронза | Хади Саеи       | Тхэквондо        | Мужчины, до 68 кг                 |

## Состав олимпийской сборной Ирана

### Дзюдо
Спортсменов — 2
Соревнования по дзюдо проводились по системе на выбывание. В утешительные раунды попадали спортсмены, проигравшие полуфиналистам турнира. Два спортсмена, одержавших победу в утешительном раунде, в поединке за бронзу сражались с проигравшими в полуфинале.
Мужчины
| Спортсмен       | Категория | 1/32               | 1/16                                 | 1/8                | Четвертьфиналы     | Полуфиналы         | Первый доп. раунд                       | Утешительный четвертьфинал           | Утешительный полуфинал                  | За 3 место Финал                             | Место |
| Спортсмен       | Категория | Соперник Результат | Соперник Результат                   | Соперник Результат | Соперник Результат | Соперник Результат | Соперник Результат                      | Соперник Результат                   | Соперник Результат                      | Соперник Результат                           | Место |
| --------------- | --------- | ------------------ | ------------------------------------ | ------------------ | ------------------ | ------------------ | --------------------------------------- | ------------------------------------ | --------------------------------------- | -------------------------------------------- | ----- |
| Араш Миресмаили | до 66 кг  |                    | Хюсейин Эзкан (TUR) пор. 0001 — 0110 | Не прошёл          | Не прошёл          | Не прошёл          | Георгий Георгиев (BUL) поб. 1001 — 0000 | Чжан Гуанцзюнь (CHN) поб 1001 — 0001 | Юкимаса Накамура (JPN) поб. 1000 — 0000 | Джироламо Джовинаццо (ITA) пор. 0010 — 0010+ | 5     |

| Соревнование | Спортсмены     | Первый раунд       | Второй раунд                  | 1/8 финала                     | Четвертьфинал                  | Полуфинал                      | Финал                | Место |
| Соревнование | Спортсмены     | Соперник Результат | Соперник Результат            | Соперник Результат             | Соперник Результат             | Соперник Результат             | Соперник Результат   | Место |
| ------------ | -------------- | ------------------ | ----------------------------- | ------------------------------ | ------------------------------ | ------------------------------ | -------------------- | ----- |
| до 81 кг     | Казем Сарихани | Не участвовал      | Б. Гуиндо (MLI) В 1001 — 0011 | Г. Рэндолл (GBR) В 0200 — 0013 | Н. Делгаду (POR) П 0001 — 1012 | Завершил выступление           | Завершил выступление | 7     |
| до 81 кг     | Казем Сарихани | Не участвовал      | Б. Гуиндо (MLI) В 1001 — 0011 | Г. Рэндолл (GBR) В 0200 — 0013 | Утешительный турнир            |                                |                      | 7     |
| до 81 кг     | Казем Сарихани | Не участвовал      | Б. Гуиндо (MLI) В 1001 — 0011 | Г. Рэндолл (GBR) В 0200 — 0013 | Д. Келли (AUS) В 1100 — 0101   | А. Будылин (EST) П 0000 — 1000 | Завершил выступление | 7     |

### Стрельба
Спортсменов — 1
После квалификации лучшие спортсмены по очкам проходили в финал, где продолжали с очками, набранными в квалификации. В некоторых дисциплинах квалификация не проводилась. Там спортсмены выявляли сильнейшего в один раунд.
Женщины
| Спортсмен       | Соревнование   | Квалификация | Место | Финал     | Место     | Всего | Место |
| --------------- | -------------- | ------------ | ----- | --------- | --------- | ----- | ----- |
| Маниджех Каземи | Пистолет, 10 м | 362          | 43    | Не прошла | Не прошла | 362   | 43    |

### Тяжёлая атлетика
Спортсменов — 1
В рамках соревнований по тяжёлой атлетике проводятся два упражнения — рывок и толчок. В каждом из упражнений спортсмену даётся 3 попытки, в которых он может заказать любой вес, кратный 2,5 кг. Победитель определяется по сумме двух упражнений.
Мужчины
| Спортсмен     | Категория | Вес   | Рывок | Рывок | Рывок | Толчок | Толчок | Толчок | Всего | Место |
| Спортсмен     | Категория | Вес   | 1     | 2     | 3     | 1      | 2      | 3      | Всего | Место |
| ------------- | --------- | ----- | ----- | ----- | ----- | ------ | ------ | ------ | ----- | ----- |
| Мехди Панзван | до 62 кг  | 61,52 | 140,0 | 140,0 | 145,0 | 162,5  | 172,5  | 172,5  | 302,5 | 5     |